# Dominique Bentejac
Dominique Bentejac (Auch, 6 de agosto de 1944-Langon, 27 de diciembre de 2022) fue un jinete francés que compitió en la modalidad de concurso completo. Ganó una medalla de plata en el Campeonato Mundial de Concurso Completo de 1970, en la prueba por equipos.

## Palmarés internacional
| Campeonato Mundial | Campeonato Mundial    | Campeonato Mundial | Campeonato Mundial |
| Año                | Lugar                 | Medalla            | Categoría          |
| ------------------ | --------------------- | ------------------ | ------------------ |
| 1970               | Punchestown (Irlanda) | Medalla de plata   | Por equipos        |